# Comitatul Thorhild, Alberta
Comitatul Thorhild, din provincia Alberta, Canada este un district municipal, amplasare coordonate 54°09′12″N 113°07′34″W / 54.153333°N 113.126111°V. Districtul se află în Diviziunea de recensământ 13. El se întinde pe suprafața de 2,000.05 km2  și avea în anul 2011 o populație de 3,417 locuitori.
Cities Orașe
--
Towns Localități urbane
--
Villages Sate
--
Summer villages Sate de vacanță
--
Hamlets, cătune
- Abee
- Egremont
- Long Lake
- Newbrook
- Opal
- Radway

Așezări
- Alpen
- Alpen Siding
- Balsam Grove
- Clearbrook
- Crippsdale
- Dalmuir
- Danube
- Darling
- Elbridge
- Hollow Lake
- Kerensky
- Mapova
- Northbrook
- Pinebrook
- Val Soucy
- Weasel Creek
- Woodgrove

1. 1 2  Population and dwelling counts, for Canada, provinces and territories, and census subdivisions (municipalities), 2016 and 2011 censuses – 100% data (în engleză), 20 februarie 2019
2. ↑   http://www12.statcan.gc.ca/census-recensement/2016/dp-pd/prof/details/page.cfm?Lang=F&Geo1=CSD&Code1=4813036&Geo2=PR&Code2=01&Data=Count&SearchText=Thorhild%20County&SearchType=Begins&SearchPR=01&TABID=1&B1=All Lipsește sau este vid: |title= (ajutor)